# Pokal Nogometne zveze Slovenije 2009-2010
La Pokal Nogometne zveze Slovenije 2009./10. (in lingua italiana: Coppa della federazione calcistica slovena 2009-10), detta anche Hervis pokal Slovenije 2009./10. per motivi di sponsorizzazione, fu la diciannovesima edizione della coppa nazionale di calcio della Repubblica di Slovenia.
A vincere fu il Maribor, al suo sesto titolo nella competizione.

Questo successo diede ai viola l'accesso alla UEFA Europa League 2010-2011.
Il capocannoniere fu Slaviša Dvorančič, del Celje, con 6 reti.
In questa edizione vi fu un cambio di formula:
- Le partecipanti furono 30 anziché 31 (non venne più ammessa l'ultima classificata della 1. SNL precedente).
- I primi due turni, gli ottavi e la finale furono a gara singola, mentre quarti e semifinali ad andata e ritorno.
- Le squadre che si erano qualificate dalla stessa coppa regionale non potevano incontrarsi nei primi due turni. Le squadre di serie inferiore avevano il diritto di giocare in casa fino agli ottavi di finale.
- Le 4 squadre che partecipavano alle coppe europee entravano direttamente negli ottavi di finale.

## Partecipanti
Le 10 squadre della 1. SNL 2008-2009 sono ammesse di diritto. Gli altri 20 posti sono stati assegnati attraverso le coppe inter–comunali.
| Ammesse di diritto                                                                                        | Coppe inter–comunali | Coppe inter–comunali | Coppe inter–comunali | Coppe inter–comunali |
| Ammesse di diritto                                                                                        | Associazione         | Squadre              | Squadre              | Squadre              |
| --- | -------------------- | -------------------- | -------------------- | -------------------- |
| - Celje - Domžale - Drava Ptuj - Gorica - Interblock - Koper - Maribor - Nafta - Primorje - Rudar Velenje | MNZ Lubiana          | Olimpia Lubiana      | Bela Krajina         | Radomlje             |
| - Celje - Domžale - Drava Ptuj - Gorica - Interblock - Koper - Maribor - Nafta - Primorje - Rudar Velenje | MNZ Maribor          | Železničar Maribor   | Dravograd            | Slivnica             |
| - Celje - Domžale - Drava Ptuj - Gorica - Interblock - Koper - Maribor - Nafta - Primorje - Rudar Velenje | MNZ Celje            | Dravinja             | Zreče                |                      |
| - Celje - Domžale - Drava Ptuj - Gorica - Interblock - Koper - Maribor - Nafta - Primorje - Rudar Velenje | MNZ Capodistria      | Jadran Dekani        | Ankaran Hrvatini     |                      |
| - Celje - Domžale - Drava Ptuj - Gorica - Interblock - Koper - Maribor - Nafta - Primorje - Rudar Velenje | MNZ Nova Gorica      | Tolmin               | Idrija               |                      |
| - Celje - Domžale - Drava Ptuj - Gorica - Interblock - Koper - Maribor - Nafta - Primorje - Rudar Velenje | MNZ Murska Sobota    | Mura 05              | Serdica              |                      |
| - Celje - Domžale - Drava Ptuj - Gorica - Interblock - Koper - Maribor - Nafta - Primorje - Rudar Velenje | MNZ Lendava          | Črenšovci            | Odranci              |                      |
| - Celje - Domžale - Drava Ptuj - Gorica - Interblock - Koper - Maribor - Nafta - Primorje - Rudar Velenje | MNZ Goreniska-Kranj  | Triglav              | Kranj                |                      |
| - Celje - Domžale - Drava Ptuj - Gorica - Interblock - Koper - Maribor - Nafta - Primorje - Rudar Velenje | MNZ Ptuj             | Aluminij             | Stojnci              |                      |

### Calendario
| Turno             | Date               | Partite | Club    |
| ----------------- | ------------------ | ------- | ------- |
| Turno preliminare | 2 settembre 2009   | 2       | 30 → 28 |
| Primo turno       | 16 settembre 2009  | 12      | 28 → 16 |
| Ottavi            | 20-21 ottobre 2009 | 8       | 16 → 8  |
| Quarti            | 17/24 marzo 2010   | 8       | 8 → 4   |
| Semifinali        | 14/21 aprile 2010  | 4       | 4 → 2   |
| Finale            | 8 maggio 2010      | 1       | 2 → 1   |

## Turno preliminare
| Squadra 1          | Risultato | Squadra 2 |
| ------------------ | --------- | --------- |
| Radomlje           | 2 – 1     | Kranj     |
| Železničar Maribor | 8 – 4     | Serdica   |

## Primo turno
| Squadra 1          | Risultato             | Squadra 2       |
| ------------------ | --------------------- | --------------- |
| Odranci            | 2 – 1 (dts)           | Dravinja        |
| Črenšovci          | 1 – 1 (dts) (6-5 dtr) | Tolmin          |
| Jadran Dekani      | 0 – 4                 | Nafta           |
| Triglav            | 2 – 1 (dts)           | Aluminij        |
| Ankaran Hrvatini   | 0 – 0 (dts) (3-4 dtr) | Primorje        |
| Stojnci            | 1 – 0                 | Bela Krajina    |
| Idrija             | 0 – 4                 | Koper           |
| Zreče              | 0 – 8                 | Celje           |
| Železničar Maribor | 0 – 3                 | Drava Ptuj      |
| Radomlje           | 1 – 5                 | Olimpia Lubiana |
| Slivnica           | 0 – 5                 | Mura 05         |
| Dravograd          | 0 – 5                 | Domžale         |

## Ottavi di finale
Entrano le 4 squadre impegnate nelle coppe europee (Gorica, Interblock, Maribor e Rudar Velenje)
| Squadra 1       | Risultato | Squadra 2     |
| --------------- | --------- | ------------- |
| Črenšovci       | 0 – 5     | Gorica        |
| Stojnci         | 2 – 6     | Nafta         |
| Odranci         | 0 – 2     | Interblock    |
| Koper           | 2 – 4     | Rudar Velenje |
| Mura 05         | 3 – 5     | Celje         |
| Olimpia Lubiana | 0 – 1     | Maribor       |
| Drava Ptuj      | 2 – 3     | Domžale       |
| Triglav         | 4 – 0     | Primorje      |

## Quarti di finale
| Squadra 1     | Totale | Squadra 2 | Andata | Ritorno |
| ------------- | ------ | --------- | ------ | ------- |
| Interblock    | 1 – 4  | Nafta     | 1 – 1  | 0 – 3   |
| Maribor       | 7 – 3  | Triglav   | 5 – 1  | 2 – 2   |
| Domžale       | 2 – 1  | Gorica    | 1 – 1  | 1 – 0   |
| Rudar Velenje | 0 – 2  | Celje     | 0 – 1  | 0 – 1   |

## Semifinali
| Squadra 1 | Totale | Squadra 2 | Andata | Ritorno |
| --------- | ------ | --------- | ------ | ------- |
| Maribor   | 7 – 4  | Celje     | 4 – 1  | 3 – 3   |
| Nafta     | 1 – 4  | Domžale   | 1 – 1  | 0 – 3   |

## Finale
| Arbitro: | Damir Skomina (Capodistria) |

| |            | |
| Tavares 42’, 55’ Bunderla 120’ | Marcatori  | 31’ Brezovački 45’ Pekič |
| Ranilović Anđelkovič Džinič Filekovič (83' Aljančič) Mejač Bačinovič (78' Flávio) Školnik Mezga Tavares Bunderla (115' Plut) Jelič | Formazioni | Vidmar Vidović Apatič Hanžič Topič (76' Sturm) Zatkovič Brezovački Drevenšek Teinovič (112' Šimunovič) Seferovič (62' Filipović) Pekič |
| Darko Milanič | Allenatori | Darko Birjukov |